# Eugenie Schwarzwaldová
Eugenie Schwarzwaldová, rozená Nußbaumová (4. červen 1872 Polupanivka na dnešní Ukrajině, tehdy v Rakousku-Uhersku – 7. srpen 1940 Curych), byla rakouská filantropka, spisovatelka a pedagožka, jež se významnou měrou zasloužila o rozvoj dívčího vzdělávání v Rakousku. Patřila k nejinteligentnějším i nejvzdělanějším ženám své doby.

## Život
Eugenie Nußbaumová odešla po maturitě v Černovicích do Curychu, kde v letech 1895 až 1900 studovala německou a anglickou literaturu, filosofii a pedagogiku. V Rakousku v té době ženy na univerzitách studovat nemohly a Eugenie byla jedna z prvních žen v Rakousku-Uhersku s doktorským titulem. V roce 1900 promovala a záhy se provdala za Dr. Hermanna Schwarzwalda (1871–1939). Od roku 1901 stála v čele dívčího lycea a od roku 1911 dívčího osmiletého gymnázia, které se záhy stalo velmi populární. Jejím cílem bylo poskytnout dívkám kvalitní středoškolské vzdělání a podnítit tak jejich ambice k dalšímu studiu. Aby tento záměr naplnila, angažovala pro výuku řadu předních osobností rakouské vědy a kultury; např. Oskar Kokoschka vyučoval kreslení, Arnold Schönberg hudbu či Adolf Loos architekturu. Tato škola se stala prototypem tzv. Schwarzwaldských škol (Schwarzwaldschulen), reformních vzdělávacích ústavů pro dívky. Přednášela ve Wiener Frauen Clubu. Během první světové války se starala o chudé a řídila azylový dům pro přestárlé a nemocné.
Přispívala do novin a psala fejetony.
„Genia“ Schwarzwaldová byla rovněž významnou osobností vídeňského kulturního života. Vedla literátní salón, do nějž krom zmíněných Kokoschky, Loose a Schönberga docházeli i spisovatelé Elias Canetti a Robert Musil, jemuž se stala pro svůj rozhled i pro svou zálibu v módě inspirované antickým Řeckem předobrazem postavy Ermelindy Tuzziové, zvané Diotima v jeho románu Muž bez vlastností a „která i jako mírně korpulentní antika odpovídala jeho [tj. Arnheimovu, jiné postavě knihy] ideálu krásy, ideálu helénskému s trochou víc masa, aby klasičnost nebyla tak přísná.“ (Robert Musil: Muž bez vlastností, s. 101 v prvním českém vydání).
Eugenie byla nejvýznamnějším, ne však jediným modelem pro postavu Ermelindy; dalším jejím vzorem byla i tanečnice Isadora Duncanová. Eugeniin muž, Hermann Schwarzwald, který od roku 1921 zastával post sekčního šéfa na ministerstvu financí, byl vzorem pro jejího románového muže, sekčního šéfa na ministerstvu zahraničí, Hanse Tuzziho.
Kvůli svému židovskému původu v roce 1938 opustila Rakousko a emigrovala do Švýcarska a Schwarzwaldské školy byly zavřeny. Zemřela roku 1940 v Curychu.